# Groupe tactique d'intervention
Pour l'unité de la Gendarmerie royale du Canada, voir Groupe tactique d'intervention (GRC).
 (décembre 2023).
Si vous disposez d'ouvrages ou d'articles de référence ou si vous connaissez des sites web de qualité traitant du thème abordé ici, merci de compléter l'article en donnant les références utiles à sa vérifiabilité et en les liant à la section « Notes et références ».
Pour les articles homonymes, voir GTI.
Le groupe tactique d'intervention (GTI) de la Sûreté du Québec fut fondé en 1981.  Sa mission première consiste à intervenir lors de : prise d'otage, personne barricadée.

## Historique
Un premier camp de sélection des membres du GTI a lieu sur la base militaire de Farnham en mars 1981. Deux unités sont ensuite créés : une division à Montréal (3 équipes) et une autre à Québec (2 équipes). En 1990, le groupe d'intervention est réellement mis au défi lors de la crise d'Oka. Le caporal Marcel Lemay est tué par un « guerrier » mohawk. À la suite de cet événement, le GTI (qui compte alors 33 membres) se voit additionné de 23 nouveaux membres auxiliaires. En 1995, le « Service d'intervention tactique » est créé.
Entre leurs missions, les membres du GTI poursuivent leur entraînement physique et leur apprentissage des techniques d'intervention.

## Différentes participations
- Crise d'Oka
- Sommet des Amériques de Québec
- Opération SharQc